# Delete
Delete (DEL) ist ein Steuerzeichen im ASCII-Zeichensatz. Es steht im Zeichensatz an letzter Stelle und hat die Nummer 127 (dezimal) / 0x7F (hexadezimal) / 1111111 (binär). Computer-Tastaturen bieten keine standardisierte Eingabemöglichkeit für dieses Zeichen. Ursprünglich diente es dazu, falsch gestanzte Zeichen auf Lochstreifen oder Lochkarten zu überschreiben, da jedes beliebige ASCII-codierte Zeichen nachträglich in ein Delete-Zeichen umgestanzt werden kann, indem alle sieben Bits ausgestanzt werden. Eingelesene Delete-Zeichen wurden dann im Einlesegerät einfach ignoriert.
Um das korrekte Einlegen eines neuen Lochstreifens zu erleichtern, wurden manchmal mehrere Delete-Zeichen den eigentlichen Zeichen vorweg eingestanzt, um damit einen mechanischen Vorlauf zu erzeugen. Damit musste der Lochstreifen nicht mehr genau am Anfang, sondern nur noch irgendwo innerhalb des Vorlaufs eingelegt werden. 